# Sebastian Strandberg
John Sebastian Strandberg, född 4 juni 1992 på Visingsö, Jönköpings kommun, är en svensk professionell ishockeyspelare som spelar för Växjö Lakers HC i SHL. Strandbergs moderklubb är HV71, vilken han gjorde seniordebut för i dåvarande Elitserien säsongen 2010/11. Säsongen därpå tog han ett SM-silver med klubbens J20-lag. Strandberg spelade för HV71 fram till säsongen 2015. Det sista året i klubben blev han också utlånad till Malmö Redhawks i Hockeyallsvenskan. Därefter tillbringade han två år utomlands: först med den amerikanska klubben Evansville Icemen i ECHL och sedan med den danska klubben Odense Bulldogs i Superisligaen.
Efter att ha återvänt till Sverige inledde Strandberg säsongen 2017/18 med IK Pantern i Hockeyallsvenskan, och avslutade den med Djurgårdens IF i SHL. De efterföljande fyra säsongerna spelade han för Djurgården: han var med om att både ta ett SM-silver (2019) och att bli degraderat till Hockeyallsvenskan med klubben (2022). Sedan april 2022 tillhör han Linköping HC. Han tillbringade två säsonger med klubben innan han anslöt till Växjö Lakers.
Strandberg gjorde A-landslagsdebut för Sverige i februari 2020.

## Karriär

### Klubblag

#### 2009–2015: Början av karriären och HV71
Strandberg påbörjade sin ishockeykarriär i moderklubben HV71. Han spelade för första gången i HV71 J20 under säsongen 2009/10, och säsongen därpå var han en av de poängbästa spelarna i laget då han på 40 grundseriematcher noterades för lika många poäng (16 mål, 24 assist). Denna säsong gjorde han också seniordebut för HV71 i Svenska Hockeyligan (då Elitserien), i en match mot Linköping HC. Totalt spelade han tre matcher i Elitserien denna säsong. Säsongen 2011/12 utsågs Strandberg till assisterande lagkapten för HV71 J20 som tog sig till SM-final. Väl där man tappade en 2–0-ledning till förlust med 2–3 efter förlängning mot Linköping HC. Under säsongens gång spelade Strandberg ytterligare åtta matcher för HV71 i Elitserien.
Den 19 april 2012 bekräftades det att Strandberg skrivit ett ettårsavtal med HV71. Han gjorde sitt första mål i ligan den 30 oktober 2012, på Andreas Andersson, i en 0–5-seger mot Linköping HC. Totalt spelade han 46 matcher i Elitserien under säsongen och noterades för två mål och fyra assistpoäng. Den 10 april 2013 meddelades det att Strandberg förlängt sitt avtal med klubben med ytterligare en säsong. Den följande säsongen spelade han 32 grundseriematcher och stod för tre mål. Han missade andra halvan av säsongen då han under en träning i december 2013 bröt fotleden och därefter tvingades till operation.
Den 9 april 2014 tillkännagavs det att Strandberg på nytt förlängt sitt avtal med HV71 med ytterligare ett år. Efter att ha fått begränsat med speltid lånades han den 18 oktober samma år ut till Malmö Redhawks i Hockeyallsvenskan. Han gjorde debut i serien samma dag i en 0–2-förlust mot HC Vita Hästen. I sin femte match för Redhawks gjorde Strandberg, den 28 oktober, sitt första mål i Hockeyallsvenskan, på Johan Holmqvist, i en 3–2-förlust mot Almtuna IS. I slutet av januari 2015 återvände han till HV71 och en månad senare tvingades han till operation på grund av en käkfraktur. Detta gjorde att han missade återstoden av säsongen. Totalt spelade han 24 grundseriematcher både för Malmö och HV71. För Malmö stod han för fem poäng (två mål, tre assist), medan han gick poänglös ur sina matcher för HV71. Efter att laget slagits ut ur SM-slutspelet, meddelades det den 27 mars 2015 att Strandberg lämnat HV71.

#### 2015–2022: Spel utomlands, IK Pantern och Djurgårdens IF

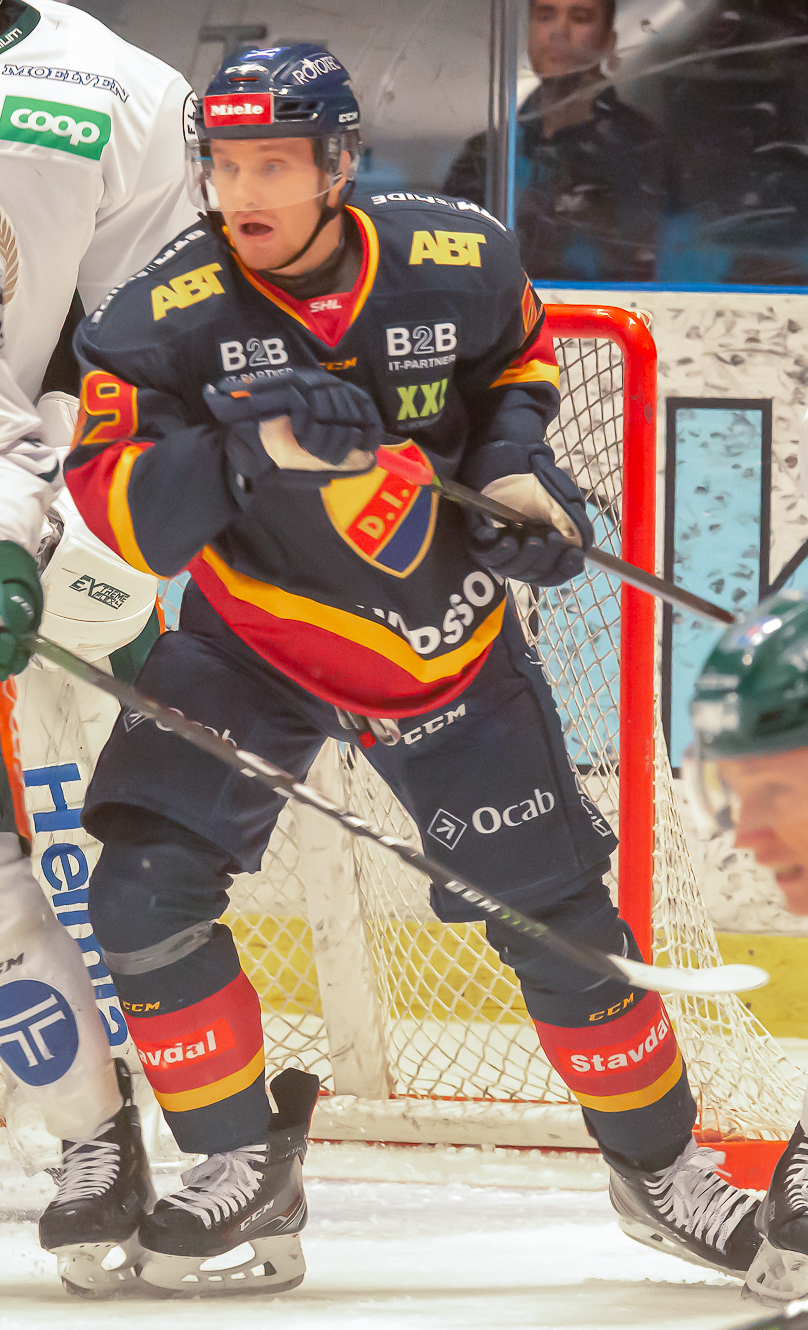
Strandberg med Djurgårdens IF.

Den 5 augusti 2015 bekräftades det att Strandberg skrivit ett ettårsavtal med Västerås IK i Hockeyallsvenskan. Han spelade dock aldrig för klubben då det nio dagar senare stod klart att kontraktet brutits i samförstånd. Månaden därpå tillkännagavs det att Strandberg lämnat Sverige för spel i Nordamerika där han skrivit ett avtal med Evansville Icemen i ECHL. Han spelade totalt 48 matcher för klubben och noterades för 19 poäng, varav 5 mål, innan han återvände till Europa.
Den 5 september 2016 meddelades det att Strandberg skrivit ett ettårskontrakt med den danska klubben Odense Bulldogs i Superisligaen. I Bulldogs var han en av lagets poängmässigt bästa spelare och slutade på tredje plats i lagets interna poängliga. På 40 grundseriematcher noterades han för 45 poäng (13 mål, 32 assist).
I början av augusti 2017 bekräftades det att Strandberg återvänt till Sverige och Hockeyallsvenskan då han skrivit ett ettårskontrakt med IK Pantern. Efter att ha stått för tio poäng på 16 matcher meddelades det den 8 november samma år att Strandberg förlängt sitt avtal med Pantern med en säsong och med option på ytterligare ett år. Den 13 februari 2018 stod det klart att Strandberg lämnat Pantern för spel med Djurgårdens IF för återstoden av säsongen.  Trots att han lämnade Pantern i förtid vann han lagets interna poängliga då han noterades för 32 poäng på 43 matcher. Vid tiden då han lämnade laget var Strandberg lagets främsta målskytt (14) och var också den som hade bäst plus/minus-statistik i Hockeyallsvenskan (21). Återstoden av säsongen spelade han fyra matcher i såväl grundserien som SM-slutspelet för Djurgården.
Den 31 mars 2018 förlängde Strandberg sitt avtal med Djurgården med två säsonger. Han spelade samtliga 52 grundseriematcher och noterades för 27 poäng (11 mål, 16 assist). Djurgården slutade på fjärde plats i tabellen och tog sig därefter till SM-final genom att slå ut Skellefteå AIK och Färjestad BK i kvarts-, respektive semifinal. I finalserien föll man dock med 4–2 i matcher mot Frölunda HC, varför Strandberg tilldelades ett SM-silver. I slutspelet stod han för 12 poäng på 19 matcher och var tillsammans med Axel Jonsson Fjällby lagets främsta målskytt (7).
Under sin andra hela säsong i Djurgården gjorde Strandberg sin poängmässigt bästa grundserie i SHL. På 45 matcher gjorde han 29 poäng, varav 6 mål. Med 23 assistpoäng var han lagets bästa framspelare. Djurgården slutade på sjätte plats i grundserien; det efterföljande SM-slutspelet ställdes dock in på grund av Covid-19-pandemin.
Tidigare under året, den 13 januari 2020, meddelades det att Strandberg på nytt förlängt sitt avtal med Djurgården med två år. En ljumskskada, som han ådrog sig i januari 2021 gjorde att han missade 13 matcher av grundserien. Trots detta var Strandberg en av Djurgårdens poängmässigt bästa spelare under säsongens gång, då han stod för 27 poäng på 35 matcher (8 mål, 19 assist). Han hade också bäst plus/minus-statistik i laget (16). Strandberg gjorde comeback strax innan SM-slutspelet påbörjades, där Djurgården besegrades av Frölunda HC med 2–1 i matcher i åttondelsfinal.
Även säsongen 2021/22 fick Strandberg spolierad på grund av skador. I oktober och november 2021 missade han sju omgångar av grundserien och i december samma år bröt han ett ben i handen, vilket höll honom borta från spel fram till mars 2022. Strandberg spelade totalt 27 matcher av grundserien och stod för tolv poäng (tre mål, nio assist). Djurgården slutade näst sist i grundserietabellen och tvingades till kvalspel mot Timrå IK för att säkra nytt SHL-kontrakt. Timrå vann samtliga fyra matcher som spelades och Djurgården flyttades därför ner till Hockeyallsvenskan. Strandberg spelade i två av dessa matcher och noterades för en assistpoäng.

#### Från 2022: Linköping HC och Växjö Lakers HC
Efter Djurgårdens degradering stod det klart den 26 april 2022 att Strandberg skrivit ett tvåårsavtal med Linköping HC. Strandberg spelade samtliga 52 grundseriematcher säsongen 2022/23 och noterades för 22 poäng, varav fem mål. Han hade, tillsammans med Vilmos Galló och Jasse Ikonen, bäst plus/minus-statistik i laget (3). Även under sin andra säsong med Linköping spelade Strandberg samtliga matcher i grundserien och noterades för 27 poäng, varav 10 mål. I SM-slutspelet slogs Linköping ut av Skellefteå AIK med 4–0 i kvartsfinalserien. På dessa fyra matcher noterades Strandberg för ett mål och två assist.
Den 4 maj 2024 bekräftades det att Strandberg skrivit ett tvåårsavtal med seriekonkurrenten Växjö Lakers HC. I december 2024 spelade han sin 400:e SHL-match. Han spelade totalt 43 grundseriematcher och noterades för 23 poäng, varav åtta mål. I slutspelet slogs Växjö ut i kvartsfinal av Luleå HF med 4–1 i matcher.

### Landslag
Strandberg gjorde A-landslagsdebut under Sweden Hockey Games 2020. Han debuterade den 9 februari mot Finland, i en match som slutade med en 5–1-seger.

## Statistik
| 2010–11                  | HV71                     | Elitserien               | 3   | 0  | 0   | 0   | 0   | —  | —  | —  | —  | —  |
| 2011–12                  | HV71                     | Elitserien               | 8   | 0  | 1   | 1   | 2   | —  | —  | —  | —  | —  |
| 2012–13                  | HV71                     | Elitserien               | 45  | 2  | 4   | 6   | 8   | 1  | 0  | 0  | 0  | 0  |
| 2013–14                  | HV71                     | SHL                      | 32  | 3  | 0   | 3   | 2   | —  | —  | —  | —  | —  |
| 2014–15                  | HV71                     | SHL                      | 24  | 0  | 0   | 0   | 0   | —  | —  | —  | —  | —  |
| 2014–15                  | Malmö Redhawks           | HA                       | 24  | 2  | 3   | 5   | 8   | —  | —  | —  | —  | —  |
| 2015–16                  | Evansville Icemen        | ECHL                     | 48  | 5  | 14  | 19  | 10  | —  | —  | —  | —  | —  |
| 2016–17                  | Odense Bulldogs          | Superisligaen            | 40  | 13 | 32  | 45  | 10  | 6  | 0  | 0  | 0  | 14 |
| 2017–18                  | IK Pantern               | HA                       | 43  | 14 | 18  | 32  | 8   | —  | —  | —  | —  | —  |
| 2017–18                  | Djurgårdens IF           | SHL                      | 4   | 0  | 0   | 0   | 0   | 4  | 0  | 0  | 0  | 0  |
| 2018–19                  | Djurgårdens IF           | SHL                      | 52  | 11 | 16  | 27  | 26  | 19 | 7  | 5  | 12 | 6  |
| 2019–20                  | Djurgårdens IF           | SHL                      | 45  | 6  | 23  | 29  | 14  | —  | —  | —  | —  | —  |
| 2020–21                  | Djurgårdens IF           | SHL                      | 35  | 8  | 19  | 27  | 12  | 3  | 2  | 2  | 4  | 2  |
| 2021–22                  | Djurgårdens IF           | SHL                      | 27  | 3  | 9   | 12  | 2   | 2  | 0  | 1  | 1  | 0  |
| 2022–23                  | Linköping HC             | SHL                      | 52  | 5  | 17  | 22  | 18  | —  | —  | —  | —  | —  |
| 2023–24                  | Linköping HC             | SHL                      | 52  | 10 | 17  | 27  | 14  | 4  | 1  | 2  | 3  | 0  |
| 2024–25                  | Växjö Lakers HC          | SHL                      | 43  | 8  | 15  | 23  | 8   | 8  | 0  | 3  | 3  | 4  |
| SHL totalt               | SHL totalt               | SHL totalt               | 422 | 56 | 121 | 177 | 106 | 41 | 10 | 13 | 23 | 12 |
| Hockeyallsvenskan totalt | Hockeyallsvenskan totalt | Hockeyallsvenskan totalt | 67  | 16 | 21  | 37  | 16  | —  | —  | —  | —  | —  |